# Ramón de los Santos García Pérez
Ramón de los Santos García Pérez (1775 – Tobarra, Albacete, 2 de enero de 1847) fue un sacerdote, periodista y escritor español del siglo XIX.

## Biografía
Además de ejercer el sacerdocio en Carcelén, Jorquera y Tobarra, en 1805 escribió Teoría de una Constitución Política para España, obra que se ha tomado como base para la Constitución de 1812.
Ramón García se proclamó liberal frente al absolutismo, aunque durante la Guerra de la Independencia se situó abiertamente contra los franceses. En 1824 se le conceden licencias ministeriales (exclaustración), dedicándose  a la escritura en Tobarra (provincia de Albacete), en donde tuvo que presentar certificado de buena conducta política en 1840.
Autor de una decena de obras de carácter jurídico y político, con marcada tendencia liberal pese a ser un hombre de religión. Entre sus libros, impresos en la ciudad de Albacete por la Imprenta de don Nicolás Herrero y Pedron y Cía, destacan El desengaño del pueblo español (1842), La patria (1836) o La patria en nombre de la Sociedad Patriótica Nacional de Cartagena (1821).
Además de escribir un “texto constitucional completo”, Ramón García fue un hombre con marcado “espíritu ilustrado de la Europa de finales del siglo XVIII”, que habla de división de poderes y de la relación entre el Estado y la Iglesia en la línea de las constituciones de 1791 y 1793 de Francia y que, además, es un hombre culto, puesto que se deduce en él que ha leído a autores como Locke, Montesquieu o Rousseau.